# 小梅切特尼亞
48°7′35″N 30°25′41″E / 48.12639°N 30.42806°E
小梅切特尼亞（烏克蘭語：Мала Мечетня）是位於烏克蘭南部尼古拉耶夫州裏五一城區的村莊，面積3.44平方公里，海拔高度106米，2001年人口760，人口密度每平方公里220.9人。